# Nataša Tramišak
Nataša Tramišak (ur. 6 maja 1982 w Osijeku) – chorwacka polityk, prawniczka, urzędniczka i działaczka samorządowa, od 2020 do 2023 minister rozwoju regionalnego i zarządzania funduszami europejskimi.

## Życiorys
Absolwentka studiów prawniczych na Uniwersytecie Josipa Juraja Strossmayera w Osijeku (2008). Uzyskała różne certyfikaty związane głównie z zarządzaniem funduszami europejskimi przy realizacji projektów. W latach 2008–2009 pracowała jako radca prawny w miejskim przedsiębiorstwie transportu pasażerskiego w Osijeku.
Przystąpiła do Chorwackiej Wspólnoty Demokratycznej. Od 2009 do 2014 była zastępczynią burmistrza gminy Antunovac. W 2012 współtworzyła i do 2018 kierowała lokalną grupą działania „Vuka-Dunav”. W latach 2016–2020 była dyrektorem agencji zrównoważonego rozwoju gminy Antunovac. Od 2018 pełniła również funkcję naczelnika wydziału odpowiedzialnego za inwestycje, projekty rozwojowe i fundusze UE w administracji żupanii osijecko-barańskiej.
W 2020 i 2024 z ramienia HDZ wybierana na posłankę do Zgromadzenia Chorwackiego. W lipcu 2020 w drugim rządzie Andreja Plenkovicia objęła stanowisko ministra rozwoju regionalnego i zarządzania funduszami europejskimi. Urząd ten sprawowała do stycznia 2023.
W 2025 została wybrana na urząd żupana w żupanii osijecko-barańskiej.